# Bubby Brister
(en) Statistiques sur pro-football-reference
Walter Andrew « Bubby » Brister, III (né le 15 août 1962 à Monroe en Louisiane aux États-Unis) est un joueur de football américain qui évoluait au poste de Quarterback. Il a remporté deux Super Bowls avec les Broncos de Denver.  

## Carrière
Brister joue pour les Steelers de Pittsburgh qui l'ont drafté en 1986 pendant sept saisons, en étant régulièrement le quarterback titulaire de l'équipe. En 1992, le nouvel entraîneur des Steelers Bill Cowher lui préfère Neil O'Donnell qui était jusque-là son remplaçant. 
Après un bref passage comme quarterback remplaçant des Eagles de Philadelphie et des Jets de New York, Brister rejoint les Broncos de Denver comme doublure de John Elway. Avec cette équipe, il remporte les Super Bowls XXXII et XXXIII. Au cours de la saison 1998, il supplée Elway blessé et débute quatre matchs, tous remportés par les Broncos. Après la retraite d'Elway en 1999, il ne prend cependant pas le poste de titulaire des Broncos, poste pris par Brian Griese.
Brister passe la saison 2000 avec les Vikings du Minnesota puis signe avec les Chiefs de Kansas City mais ne joue jamais avec l'équipe. Il prend sa retraite en 2001 avec 1 207 passes réussies sur 2 212 tentées, 14 445 yards gagnés et 81 touchdowns.